# Stroker Ace
Stroker Ace (br.: O imbatível) é um filme de comédia estadunidense de 1983, dirigido por Hal Needham. Com locações na Carolina do Norte e Geórgia. O roteiro adapta um romance de 1971 chamado Stand On It, uma autobiografica ficcional do piloto "Stroker Ace" de autoria de William Neely e Robert K. Ottum. Vários pilotos da época que disputavam a NASCAR aparecem no filme: Dale Earnhardt, Richard Petty, Neil Bonnett, Harry Gant, Terry Labonte, Kyle Petty, Benny Parsons, Tim Richmond, Ricky Rudd, Cale Yarborough, além dos comentaristas Ken Squier, David Hobbs e Chris Economaki. São mostradas corridas nos circuitos de  Charlotte Motor Speedway, Talladega Speedway e Atlanta Motor Speedway, em Hampton (Geórgia). A canção-tema é de autoria de Charlie Daniels.
Burt Reynolds que protagoniza o filme, desistiu do papel do astronauta Garrett Breedlove de Terms of Endearment para filmar Stroker Ace. Jack Nicholson assumiu aquele personagem e venceu o Óscar para melhor ator coadjuvante.

## Elenco
| Ator               | Personagem                    |
| ------------------ | ----------------------------- |
| Burt Reynolds      | Stroker Ace                   |
| Ned Beatty         | Clyde Torkle                  |
| Jim Nabors         | Lugs Harvey                   |
| Parker Stevenson   | Aubrey James                  |
| Loni Anderson      | Pembrook Feeny                |
| John Byner         | Doc Seegle                    |
| Frank O. Hill      | Dad Seegle                    |
| Cassandra Peterson | Garota de Lugs (participação) |
| Bubba Smith        | Arnold, motorista de Torkle   |
| Warren Stevens     | Jim Catty                     |
| Alfie Wise         | Charlie                       |
| Cary Guffey        | Doc menino                    |

## Sinopse
Stroker Ace é um popular piloto norte-americano, três vezes campeão da NASCAR. Ele mantém uma rivalidade com o piloto "número dez" Aubrey James que lhe causa um acidente em uma corrida. Por causa disso Ace discute com seu patrocinador e aceita trocá-lo pelo desagradável Clyde Torkle, proprietário de uma fábrica alimentícia que vende "frangos fritos". Ao assinar o contrato sem lêr, Ace se vê obrigado a assumir uma constrangedora campanha publicitária que inclui aparições vestidos de ave em anúncios de televisão e usar o slogam em seu carro da "Galinha mais rápida do Sul". Enquanto luta para ser novamente campeão e se livrar do contrato, com a ajuda do fiel mecânico Lugs, Stroker tenta conquistar a bonita e puritana Pembrook Feeny, chefe de relações públicas de Torkle.